# Герб Любарського району
Герб Любарського району — офіційний символ Любарського району, затверджений рішенням сесії районної ради.

## Опис
На червоному щиті золотий птах. Щит облямований вінком з золотих колосків, зеленого дубового листя і гілки калини, оповитих синьо-жовтою стрічкою з написом "Любарський район", і увінчаний золотим декоративним клейнодом з гілками калини. 
Автори - С.В.Ільїнський, В.М.Ільїнський.